# James Dean (téléfilm, 1976)
Pour les articles homonymes, voir James Dean (homonymie).
Pour plus de détails, voir Fiche technique et Distribution.
James Dean est un téléfilm américain de Robert Butler diffusé sur le réseau NBC le 19 février 1976.

## Fiche technique
- Titre original : James Dean
- Réalisation : Robert Butler
- Scénario : William Bast
- Directeur artistique : Perry Ferguson II
- Décorateur de plateau : Sam J. Jones
- Costumes : James M. George(costumer), Stephen Lodge
- Maquillage : Fred B. Phillips (makeup artist)
- Directeur de la photographie : Frank Stanley
- Montage : John A. Martinelli
- Musique : Billy Goldenberg
- Production : 
  - Producteur : William Bast, John Forbes
  - Producteur exécutive : Gerald W. Abrams, Gerald I. Isenberg
- Société(s) de production : The Jozak Company, William Bast Productions
- Société(s) de distribution : NBC
- Pays d'origine :  États-Unis
- Année : 1976
- Langue : anglais
- Format : couleur – 35 mm – 1,33:1 – mono
- Genre : drame
biographie
- Durée : 94 minutes
- Dates de sortie : 
  -  États-Unis : 19 février 1976 sur NBC
  -  France : 10 février 1977 sur Antenne 2

## Distribution
- Michael Brandon : William Bast
- Stephen McHattie : James Dean
- Brooke Adams : Beverly
- Julian Burton : Ray
- Heather Menzies : Jan
- Candy Clark : Chris White
- Dane Clark : James Whitmore
- Meg Foster : Dizzy Sheridan
- Katherine Helmond : Claire Folger
- Amy Irving : Norma Jean
- Robert Kenton : Mechanic
- Jayne Meadows : Reva Randall
- Jack Murdock : Juge
- James O'Connell : Mr Robbins
- Leland Palmer : Arlene
- Christine White : Secrétaire
- Robert Foxworth : Psychiatre (non crédité)